# Толстовка (Курська область)
Толстовка (рос. Толстовка) — присілок в Желєзногорському районі Курської області Російської Федерації.
Населення становить 0 осіб. Входить до складу муніципального утворення Линецька сільрада.

## Історія
Населений пункт розташований на території українського етнічного та культурного краю Східна Слобожанщина.
Від 2004 року входить до складу муніципального утворення Линецька сільрада.

## Населення
| 1862 | 1979 | 2002 | 2010 | 2014 |
| ---- | ---- | ---- | ---- | ---- |
| 69   | ↘25  | ↘5   | ↘1   | ↘0   |